# Моркант Фулх
Моркант Фулх (Моркант ап Кингар; валл. Morgan Fwlch, Morgan ab Cyngar; 540 — ок. 586) — король Бринейха (до 547 года) и король Гододина (ок. 560 — ок. 586); сын Кингара Бринейхского и племянник Брана, короля Бринейха. Его эпитет — «Fwlch» — с валлийского переводится как «Разрыв».

## Биография
Моркант был ещё мал, когда умерли его отец и дядя. В 547 году вождь англосаксов, Ида, сверг Морканта с престола и сам стал править в Бринейхе переименовав его в Берницию.
Видимо, Моркант был увезён в соседний Гододин, когда там правил Гавейн. После того, как тот отрёкся от престола, его занял Моркант. Вероятно, Морканту удавалось побеждать Глаппу и Адду, королей Берниции, но вернуть свою вотчину ему так и не удалось.
В 570-х годах он участвовал в коалиции бриттских королей, в которую также входили Уриен Регедский, Ридерх Альт Клуитский, Гвалог Элметский, Динод и Сауил Пеннинские. Союзники вместе разбили англосаксов в битве при Гвен Истраде и в битве при Беруине. Позже в коалицию вошли Ирландцы Ульстера и Дал Риады, которые помогли осадить и захватить столицу Берниции Бамборо. Эти земли, на которые претендовал Моркант, перешли под управление Уриена. Началась осада Линдисфарна, куда бежали последние англосаксы. Во время осады, обиженный на Уриена, Моркант подослал к нему убийцу — Ллована Однорукого — который и убил Уриена. Союз бриттов распался, и англосаксы перешли в наступление.
Моркант поддерживался Динодом и Сауилом Пеннинскими. Вскоре Моркант был убит сыном Уриена Оуэном. Сын Морканта Коледог был тогда ещё ребёнком.